# Relaciones Comoras-Venezuela
Las relaciones Comoras-Venezuela se refieren a las relaciones internacionales que existen entre Comoras y Venezuela.

## Historia
El 22 de enero de 2010 Comoros y Venezuela suscribieron tanto un memorándum de entendimiento como un acuerdo de cooperación en Nueva York.

## Misiones diplomáticas
- Venezuela cuenta con una embajada concurrente en Pretoria, Sudáfrica.[2]